# 泊位

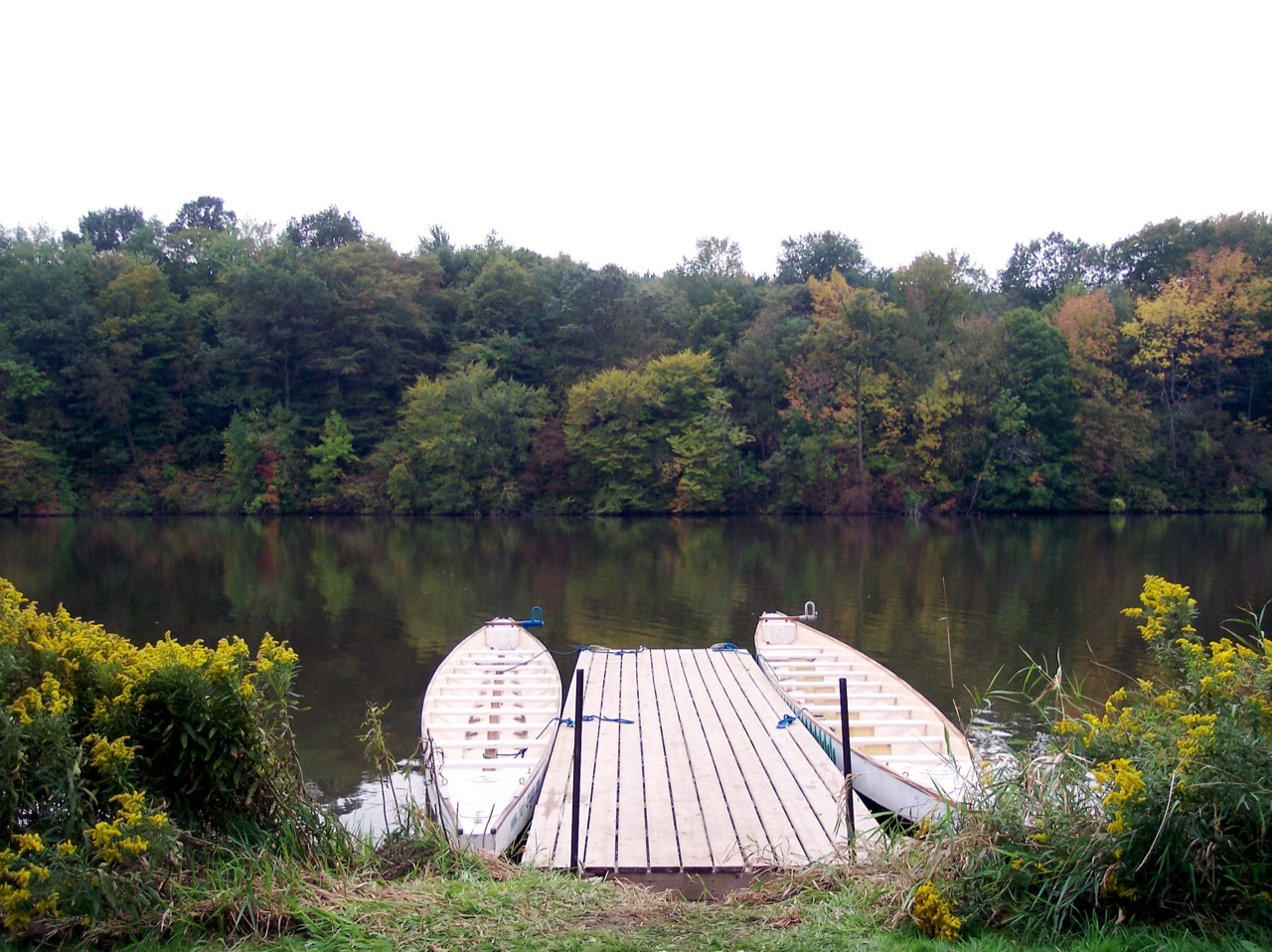
有兩處泊位的小港口

泊位是指港口或码头内指定的船舶停靠区域。泊位要既能确保船舶安全稳固地停靠，又能方便货物装卸或人员上下船作业。每個泊位基本上只能停靠一艘船只。